# Skopiivka, Dobrovelîcikivka
Skopiivka (în ucraineană Скопіївка) este un sat în comuna Drujeliubivka din raionul Dobrovelîcikivka, regiunea Kirovohrad, Ucraina.

## Demografie
Componența lingvistică a localității Skopiivka
     Ucraineană (91,55%)
     Rusă (5,63%)
     Română (2,35%)
     Alte limbi (0,47%)
Conform recensământului din 2001, majoritatea populației localității Skopiivka era vorbitoare de ucraineană (91,55%), existând în minoritate și vorbitori de rusă (5,63%) și română (2,35%).